# Jeep Cherokee (SJ)

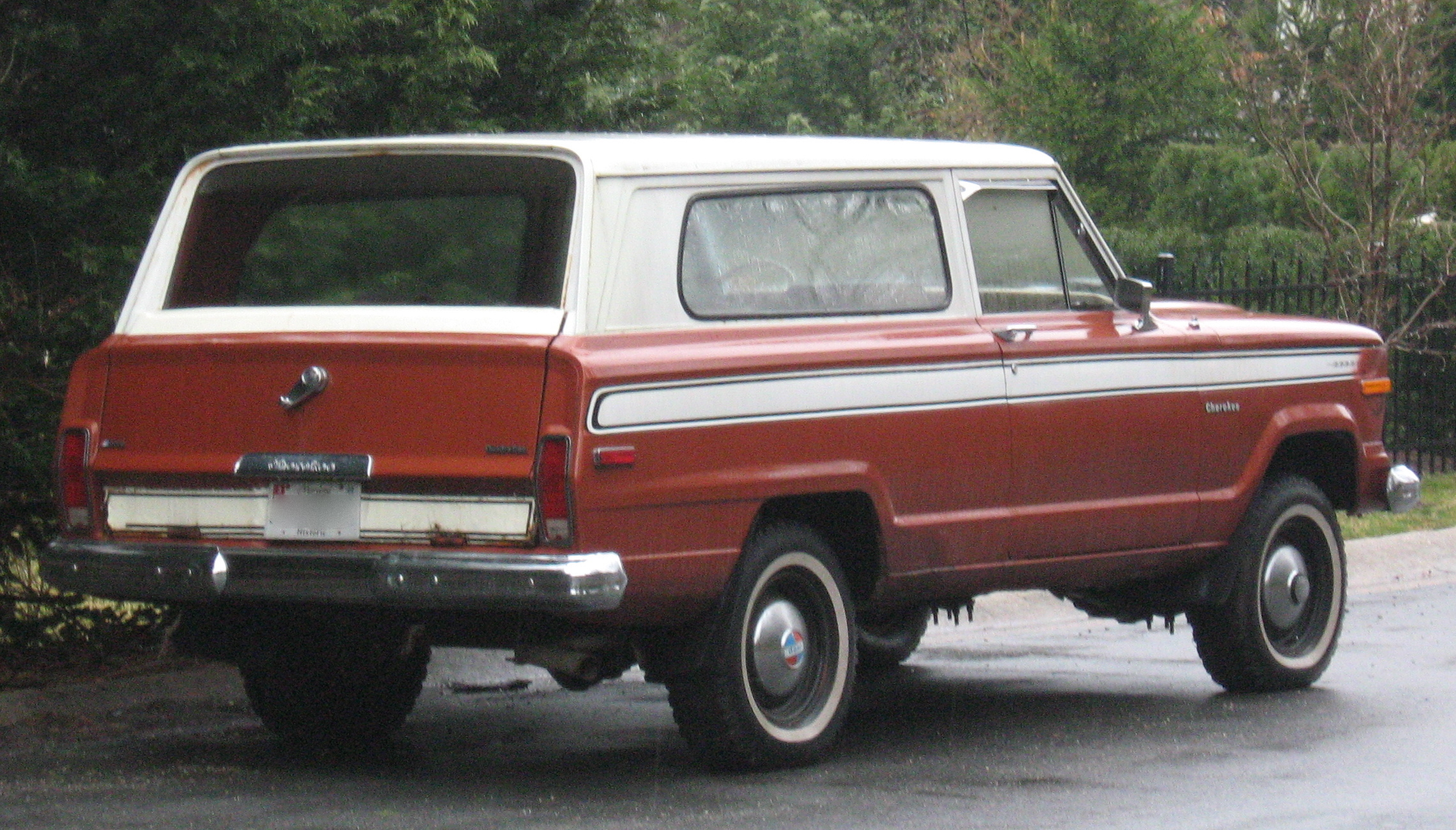
Jeep Cherokee, modelo base de 1974

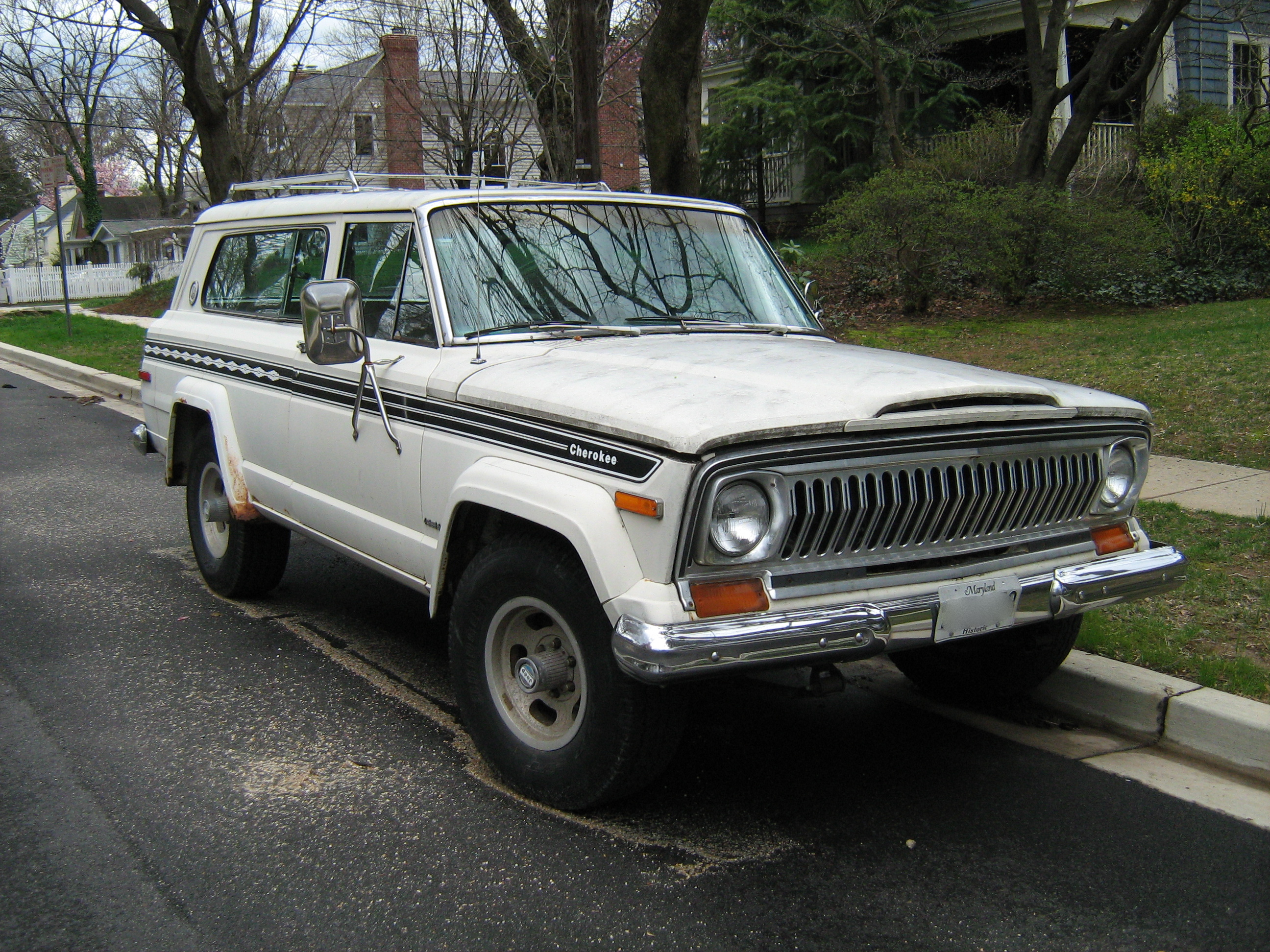
Jeep Cherokee de vía ancha

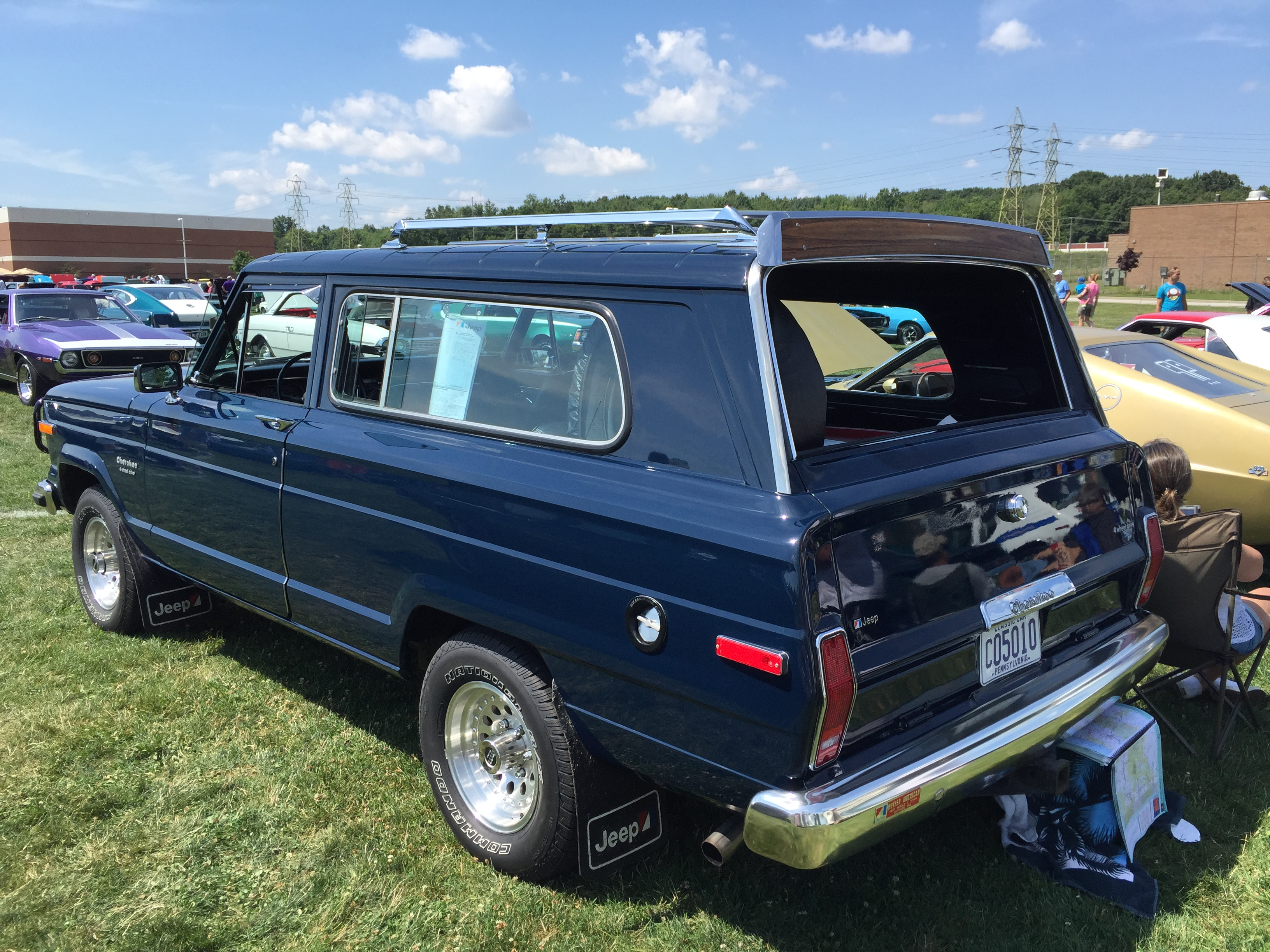
Jeep Cherokee 2-puertas de 1983

El nombre Jeep Cherokee SJ sirvió para denominar a una serie de vehículos utilitarios deportivos (SUV) de tamaño completo, que fueron producidos desde 1974 hasta 1983 por Jeep. Estaban basados en el Wagoneer, un modelo que fue diseñado originalmente por Brooks Stevens en 1963.

## Desarrollo
El Cherokee surgió a partir de la reintroducción de un estilo de carrocería de dos puertas, rediseñado con una sola ventana lateral trasera fija (que también se suministraba con una sección deslizante como opción). Anteriormente, una versión de dos puertas había estado disponible en la línea Jeep Wagoneer de 1963 a 1967, aunque tenía la misma disposición de pilares y configuración de ventanas que el Wagoneer de cuatro puertas.
El Cherokee se comercializó como la variante "deportiva" de dos puertas del Jeep familiar. El término "vehículo utilitario deportivo" (SUV por sus siglas en inglés) apareció por primera vez en el folleto de ventas del Cherokee de 1974. No se agregó una versión de cuatro puertas a la gama hasta 1977.
Los Cherokee iniciales de 1974 solo estaban disponibles en la configuración estándar de "vía estrecha" como modelos básicos (Modelo 16) o modelos S de primera línea (Modelo 17).
Más adelante, los distintos niveles de equipamiento del Cherokee incluyeron el "S" (Sport; 1974—), "Chief" (1976–1983), "Golden Eagle" (1978–1979), "Golden Hawk" y "Laredo" (1980–1983). "Golden Eagle" y "Golden Hawk" eran paquetes de decoración exterior; mientras que el "Laredo" era más un paquete de tapicería. Solo durante el último año, en 1983, un nuevo paquete denominado "Pioneer" era estándar en la versión de cuatro puertas y opcional en la de dos puertas. Los paquetes Cherokee "Chief" y "Laredo" todavía estaban disponibles, pero solo en modelos de dos puertas y ruedas anchas.

## Rendimiento
Las opciones de propulsor consistían en  motores AMC I6 o V8. Cuando estaba equipado con el Motor AMC V8 de 401 plg³ (6,6 L) y 215 HP (160 kW; 218 CV) netos, superaba a otros 4x4 de su clase y, con una relación de transmisión de carretera de 3,07:1, podía alcanzar velocidades superiores a 100 millas por hora (161 km/h) (los primeros modelos tenían velocímetros que marcaban hasta 120 mph). Se ofreció la gama de motores AMC: el seis cilindros en línea de 258 plg³ (4,2 L) y 110 HP (82 kW; 112 CV); un V8 de 360 plg³ (5,9 L) y 175 HP (130 kW; 177 CV) con carburador de dos cuerpos; un V8 de 401 plg³ (6,6 L) y 195 HP (145 kW; 198 CV) con carburador de cuatro cuerpos; e incluso un Zeitgeist/Peugeot turbo diésel, aunque muy raramente suministrado. El duradero 401 tenía bielas y un cigüeñal forjados, además del bloque con alto contenido de níquel de los otros AMC V8. La producción del 401 se suspendió a finales de 1978. Después de que Chrysler adquiriese AMC en 1987, mantuvo el motor V8 de 360 plg³ (5,9 L) en producción hasta 1991 para el Jeep Grand Wagoneer.
El SJ Cherokee, junto con el Wagoneer y el J-Truck, sigue manteniendo el récord del motor más grande jamás ofrecido en un Jeep, con el desplazamiento del 401 superando incluso al motor SRT-8 Hemi de 392 plg³ (6,4 L) del Jeep Grand Cherokee.

## Mecánica
Una caja de cambios manual de cuatro velocidades T-18/T-18a fue estándar durante todos los años, mientras que hasta 1979 fue opcional la caja automática Turbo-Hydramatic TH400 de origen General Motors, más comúnmente instalada en los pickup de 3/4 y 1 tonelada en lugar de en los SUV. A modo de comparación, el propio SUV de GM, el Chevy Blazer, usó la transmisión automática TH350. Después de 1979, la TH400 fue reemplazada por el sistema TorqueFlite 727 de Chrysler.
Una caja de transferencia Dana 20 accionada por engranajes con rango bajo de 2,03:1 era estándar con la caja de cambios manual (que tenía una primera marcha mucho más baja, de 6,3:1), mientras que las automáticas TH400 recibieron el sistema QuadraTrac de tracción en las cuatro ruedas permanente. El QuadraTrac de aluminio accionado por cadena fue un sistema avanzado en aquel momento. Incluía un bloqueo de diferencial central operado por vacío. La caja de transferencia se desplazó, lo que permitió situarla justo por encima del bastidor para facilitar el paso de obstáculos. Un ensayo incluido en el "Libro completo de tracción en las cuatro ruedas de Petersen" señala que el Cherokee era el único vehículo que no podía ser sometido a pruebas dinamométricas porque la caja de transferencia no permitía que las ruedas traseras patinaran, a diferencia de los otros vehículos de cuatro ruedas permanente. En la prueba todoterreno sucedió lo mismo. Esta caja de transferencia también se empleó con éxito en carreras de Baja, por ejemplo, por Roger Mears en la Baja 1000. Un rango bajo de 2.57:1 era opcional en el sistema QuadraTrac.
En 1976, se introdujo el paquete Cherokee "Chief". Además de los cambios de acabado, este modelo recibió guardabarros más grandes y ejes más anchos, lo que permitió instalar neumáticos más grandes para mejorar aún más la capacidad todoterreno. Los modelos de cuatro puertas no estaban disponibles con ejes de "vía ancha". El paquete "Golden Eagle" se introdujo en 1979. Era igual que el "Chief" pero tenía tapicería interior de mezclilla, ruedas de acero pintadas en oro y una moldura exterior distintiva que incluía una gran calcomanía de águila dorada en el capó. En 1980 se introdujo el paquete "Laredo" de gama alta.
Las cajas de transferencia Dana 44 se usaron tanto en la parte delantera como en la trasera al menos hasta 1979. Los frenos eran principalmente equipo de General Motors (procedente de la línea de "pickups" y SUV de 1/2 tonelada 4x4, incluidas las ruedas de seis secciones), con frenos de disco en la parte delantera (opcional en modelos anteriores) y frenos de tambor en la parte trasera.
Todos los Cherokee tenían ballestas semielípticas en la parte delantera y trasera.

## Mercados internacionales
El Cherokee se comercializó en países con volante a la izquierda y a la derecha (como Reino Unido y Australia). La producción principal del Cherokee estaba en Toledo (Ohio).

### Australia
Los Cherokee (SJ) se ensamblaron en Brisbane, Australia, desde 1981. Las unidades iniciales fueron importaciones completamente construidas que debían ser parcialmente desmontadas para ubicar el volante a la derecha. Más tarde, Jeep Australia comenzó el ensamblaje completo de las camionetas SUV y J20 a partir de kits de ensamblaje. Los problemas con las piezas de repuesto, el control de calidad, la capacidad limitada de la planta de ensamblaje (un máximo de 60 vehículos Cherokee/J20 por mes) y la falta de apoyo de los concesionarios (muchas eran tiendas con múltiples franquicias, por lo que los Jeep no eran su enfoque) fueron desventajas para mantener la cuota de mercado.
Las reglamentaciones arancelarias australianas definían que los vehículos 4x4 "reales" tenían una estructura y un chasis separados y tenían un arancel del 25% y sin restricciones de cuota, mientras que los vehículos con un chasis integral se clasificaban como "automóviles" y estaban sujetos tanto a una restricción de cantidad de importación como a una 57,5% de impuesto. Esto significó que el ensamblaje de los modelos SJ continuó incluso después de que AMC introdujera el moderno modelo compacto monobloque XJ. Todo el ensamblaje del Cherokee se suspendió en Australia en 1985, tres años después de que el SJ fuera reemplazado en los Estados Unidos por el XJ.

### Argentina
En Argentina, el Cherokee fue fabricado por Industrias Kaiser Argentina, que cambió el nombre del SUV a Jeep Gladiator. Se ofreció con un solo tipo de motor, el motor Jeep Tornado de seis cilindros en línea y fabricación local; y estaba equipado con transmisión manual de 3 velocidades. Más adelante, el Jeep empleó una versión actualizada y más potente de este motor con siete cojinetes principales, llamado "Torino".

## Premios
- En febrero de 1974, el Jeep Cherokee fue el primer vehículo en ganar el "Premio al logro" de la revista Four Wheeler, que luego se convirtió en el reconocimiento anual "Cuatro ruedas del año".[9]